# Томи Симор
Томи Симор (енгл. Tommy Seymour; 1. јул 1988) професионални је рагбиста и шкотски репрезентативац, који тренутно игра за Глазгов Вориорс у Про 12.

## Биографија
Висок 183 цм, тежак 95 кг, Симор је пре Глазгова играо за Алстер рагби. За репрезентацију Шкотске је до сада одиграо 21 тест меч и постигао 10 есеја.